# 王坦 (1886年)

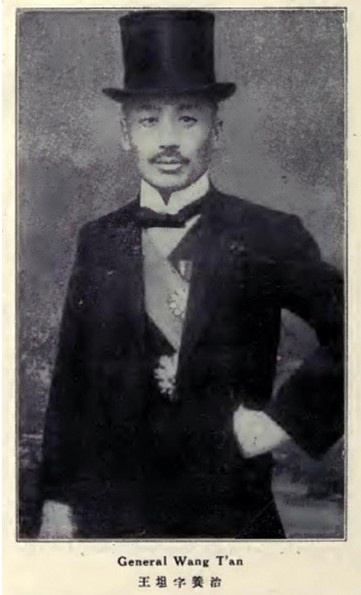

王坦（1886年—?），字养怡，奉天府（今沈阳市）人，清朝及中华民国军事将领。

## 生平
王坦毕业于日本陆军士官学校第八期炮科。毕业归国后，他任陆军第三镇炮兵第三标标统。1911年秋，他升任第五混成协三等参谋。
中华民国成立后，王坦于1912年任第五混成旅第三营营长。1912年7月，他任该旅中校参谋长。1913年5月，他任察哈尔驻军少将衔上校参谋长。1914年5月，他任第十师少将炮兵团长。1918年9月，他任段祺瑞组织的参战军训练团营长。1919年1月，他升任参战军第三师炮兵团团长。1920年10月，他转往吉林省，任吉林第二混成旅第二步兵团团长。1921年9月，他任陆军部顾问。1922年6月，他任陆军部参事。1922年11月，他获二等文虎章。1922年12月，他获授陆军中将。1923年7月，他暂代陆军次长，获二等嘉禾章。1923年8月，他获二等大绶宝光嘉禾章。1923年10月，他被任命署陆军次长。1924年3月，他获将军府封为“祺威将军”。1924年6月，他被任命为陆军次长。
1924年10月下旬，冯玉祥等人发动北京政变，曹锟被囚禁。11月27日，王坦被免职。1926年4月，冯玉祥的国民军被奉系和直鲁联军驱逐出北京。张作霖派张学良、李景林到北京向曹锟赔罪，表示愿拥护曹锟复位。曹锟随即通电全中国，告知北京已经恢复秩序，意图使各省拥戴他复位。但各省均观望。王坦还专赴汉口争取吴佩孚拥戴曹锟复位，但未能成功。王坦此后退出军政界。